# Małgorzata Chodakowska (rzeźbiarka)

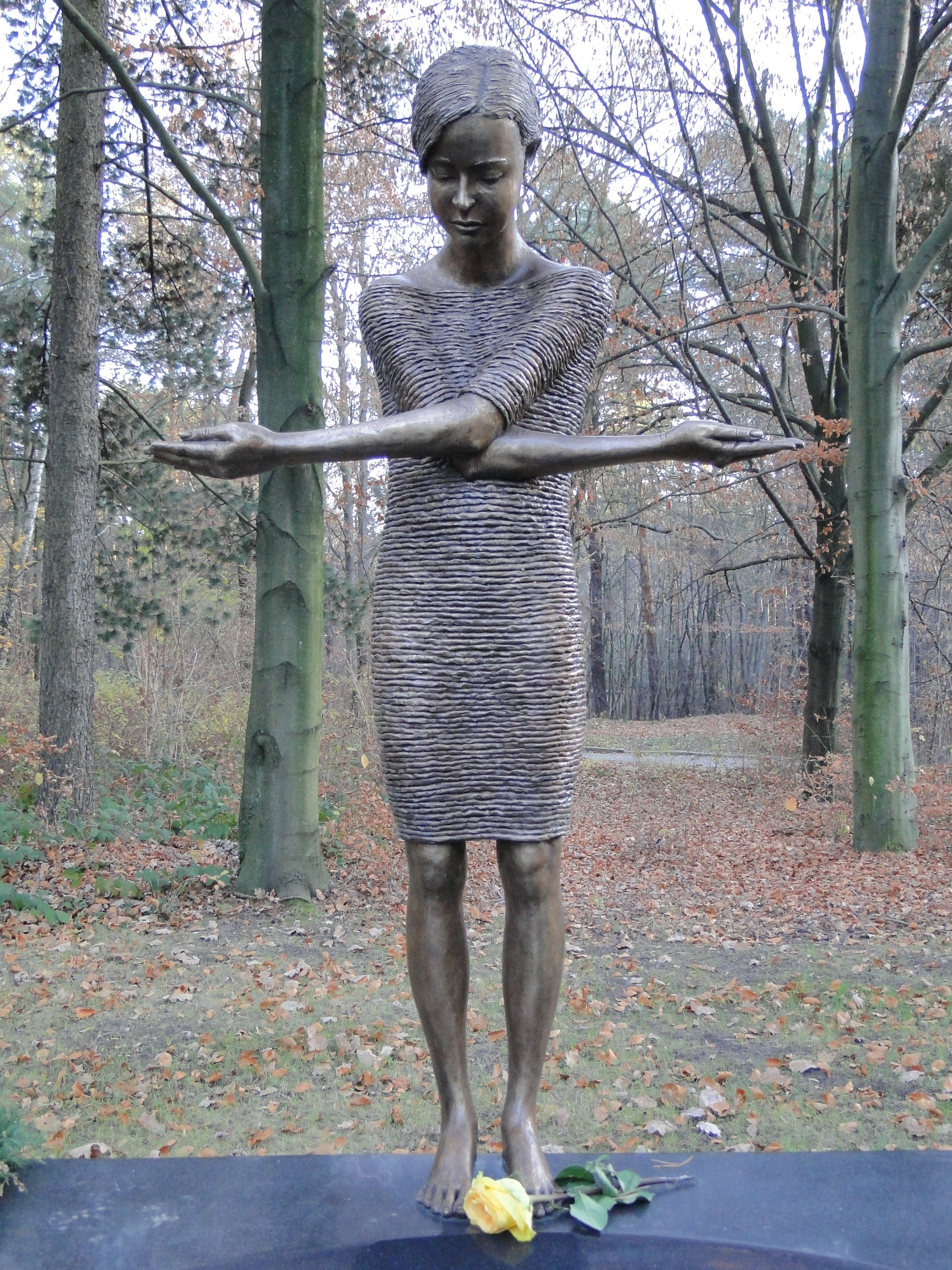
Płacząca dziewczyna nad morzem łez (2010), szczegół

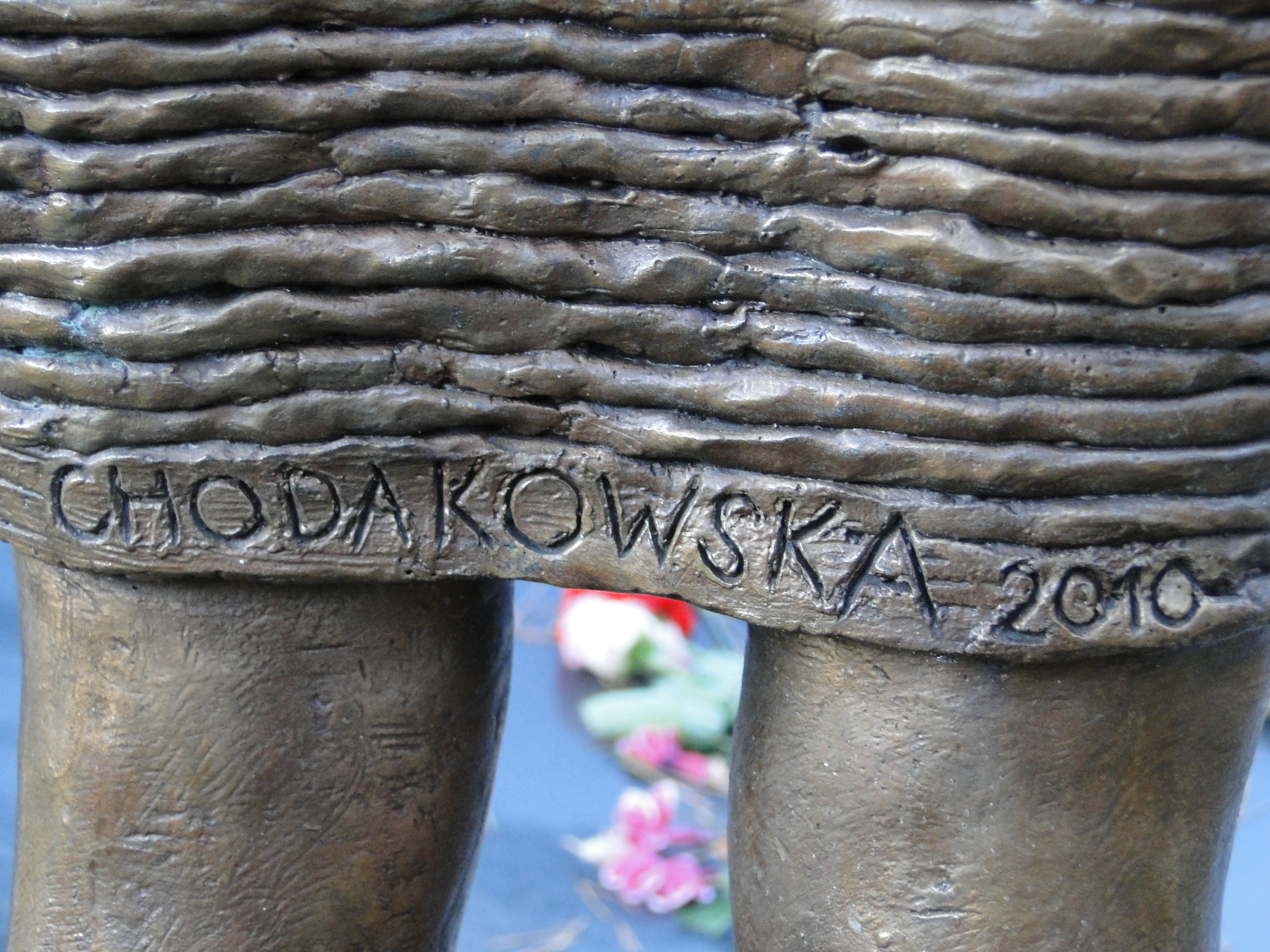
Podpis Chodakowskiej

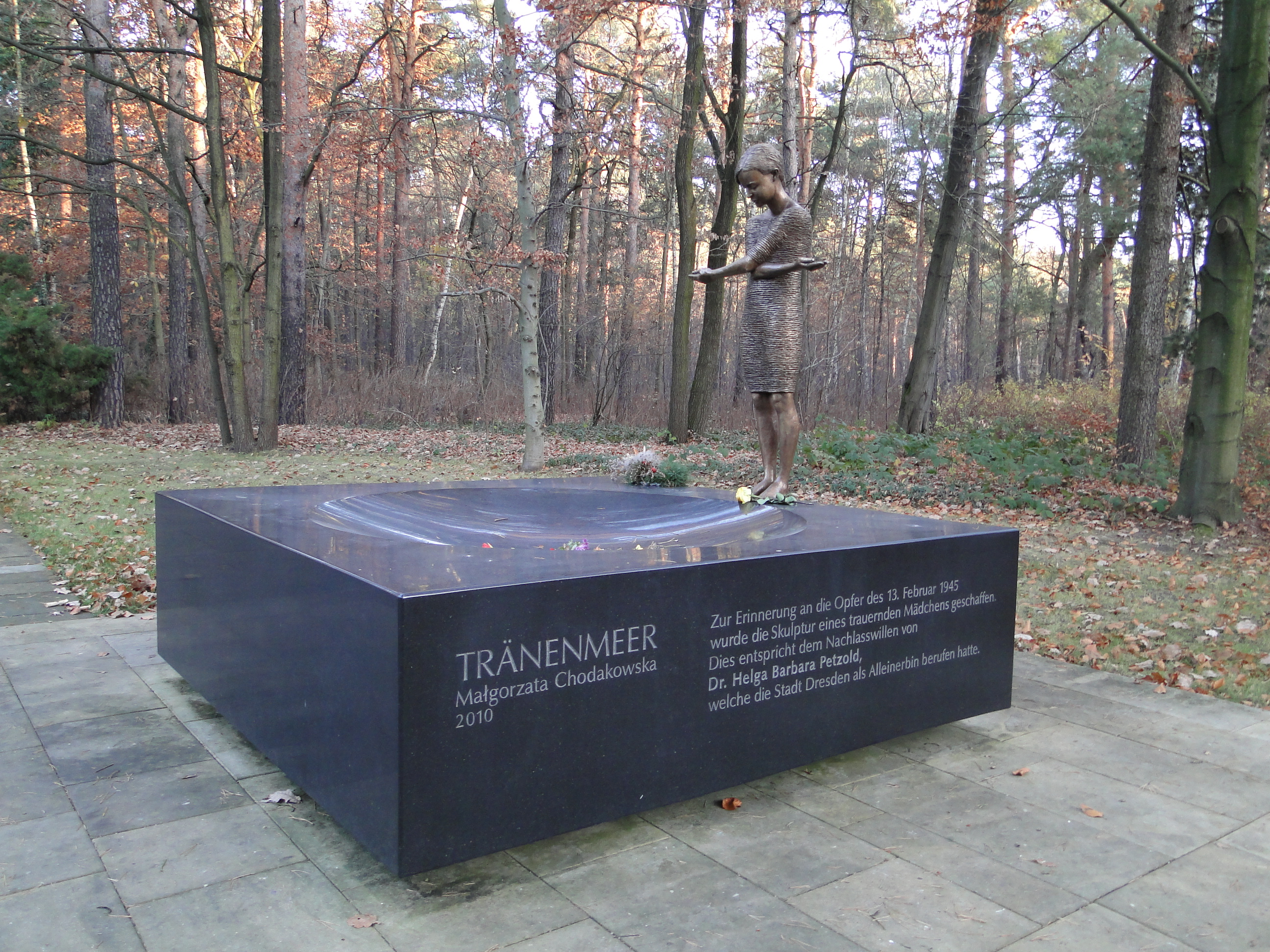
Rzeźba Płacząca dziewczyna nad morzem łez (2010) na cmentarzu Heidefriedhof upamiętniająca ofiary nalotu z 13 lutego 1945

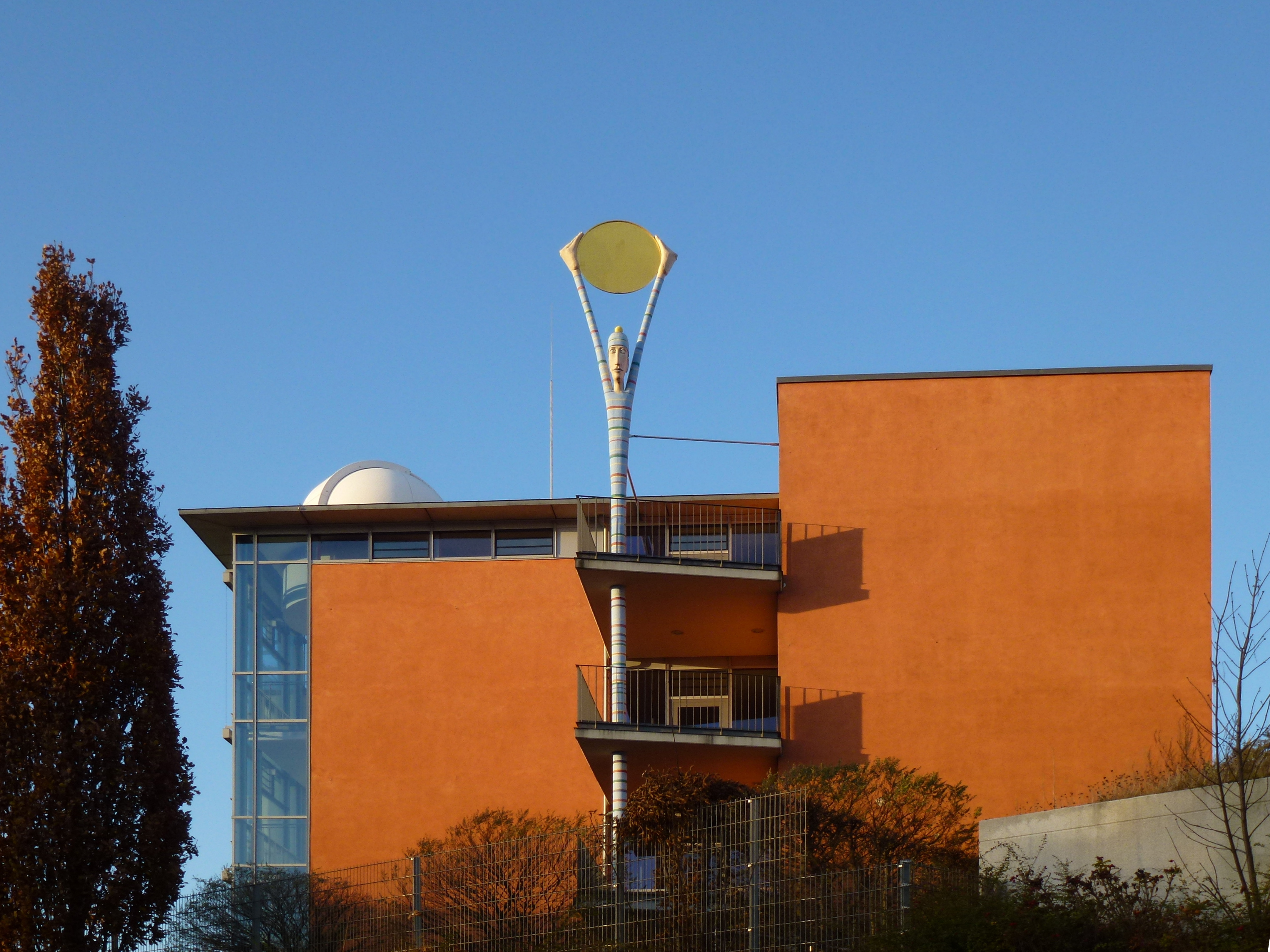
Rzeźba Sunny-Boy (1999) przy gimnazjum im. Humboldtów w Radebergu

Małgorzata Chodakowska (ur. 9 maja 1965 w Łodzi) – polska rzeźbiarka, od roku 1991 mieszkająca i tworząca w Dreźnie.
Małgorzata Chodakowska uczęszczała od roku 1980 do liceum plastycznego w Łodzi. W roku 1985 rozpoczęła studia na wydziale rzeźby Akademii Sztuk Pięknych w Warszawie pod opieką prof. Jana Kucza. Od roku 1988 kontynuowała studia na Akademii Sztuk Pięknych w Wiedniu. We wrześniu 1989 poznała w Tatrach konstruktora maszyn Klausa Zimmerlinga i w następnym roku została jego żoną. Oboje zamieszkali w Dreźnie, lecz Małgorzata musiała udać się do Wiednia dla ukończenia studiów. Jej małżonek znalazł pracę praktykanta w ekologicznej winnicy w dolinie Wachau. Małgorzata Chodakowska ukończyła studia w pracowni prof. Bruno Gironkoli, uzyskując dyplom z nagroda mistrzowską.
Od roku 1991 powróciła do Drezna, gdzie pracuje jako niezależna artystka. Od roku 1992 małżonkowie zajęli się uprawą winorośli w winnicach Zimmerlinga w drezdeńskiej dzielnicy Oberpoyritz, gdzie w roku 1995 zamieszkali w wiejskiej chacie.
W poszukiwaniu inspiracji Małgorzata Chodakowska odbyła podróże do Portugalii, Egiptu i Kambodży. Niechętnie rozstaje się ze swoimi rzeźbami, na sprzedaż przeznacza powtarzalne odlewy z brązu, zaś rzeźby wyżłobione w pniach drzew zachowuje w pracowni. Charakterystyczne dla jej twórczości są „Stammfrauen“, rzeźby nadnaturalnej wielkości, powstałe z pni drzew. Rzeźbi w drewnie lipy, gruszy, wiśni i dębu, od roku 2010 także jesionu. Posługuje się dłutem i drewnianym młotkiem. Niektóre rzeźby powleka farbami akrylowymi. Od czasu podróży do Egiptu tworzy też w złocie. Na początku lat dziewięćdziesiątych tworzyła rzeźby w cynie i szkle, od połowy lat dziewięćdziesiątych w brązie.